# 일생
"일생"은 1975년에 개봉한 대한민국의 영화이다.

## 캐스팅
- 박노식
- 김지미
- 허장강
- 김청자